# Adrianna Rybak-Czyrniańska
Adrianna Rybak-Czyrniańska (ur. 29 września 2000 w Gdańsku) – polska siatkarka, grająca na pozycji środkowej.
Jej mężem jest siatkarz Patryk Czyrniański. Wyszła za niego za mąż 10 czerwca 2023 roku. Natomiast szwagierką jest siatkarka Martyna Czyrniańska.

## Sukcesy klubowe
Mistrzostwa Polski Juniorek:
- 2019[10]

Mistrzostwo I ligi:
- 2021[11]